# Aspidontus dussumieri
Aspidontus dussumieri är en fiskart som först beskrevs av Valenciennes, 1836.  Aspidontus dussumieri ingår i släktet Aspidontus och familjen Blenniidae. Inga underarter finns listade.

## Bildgalleri

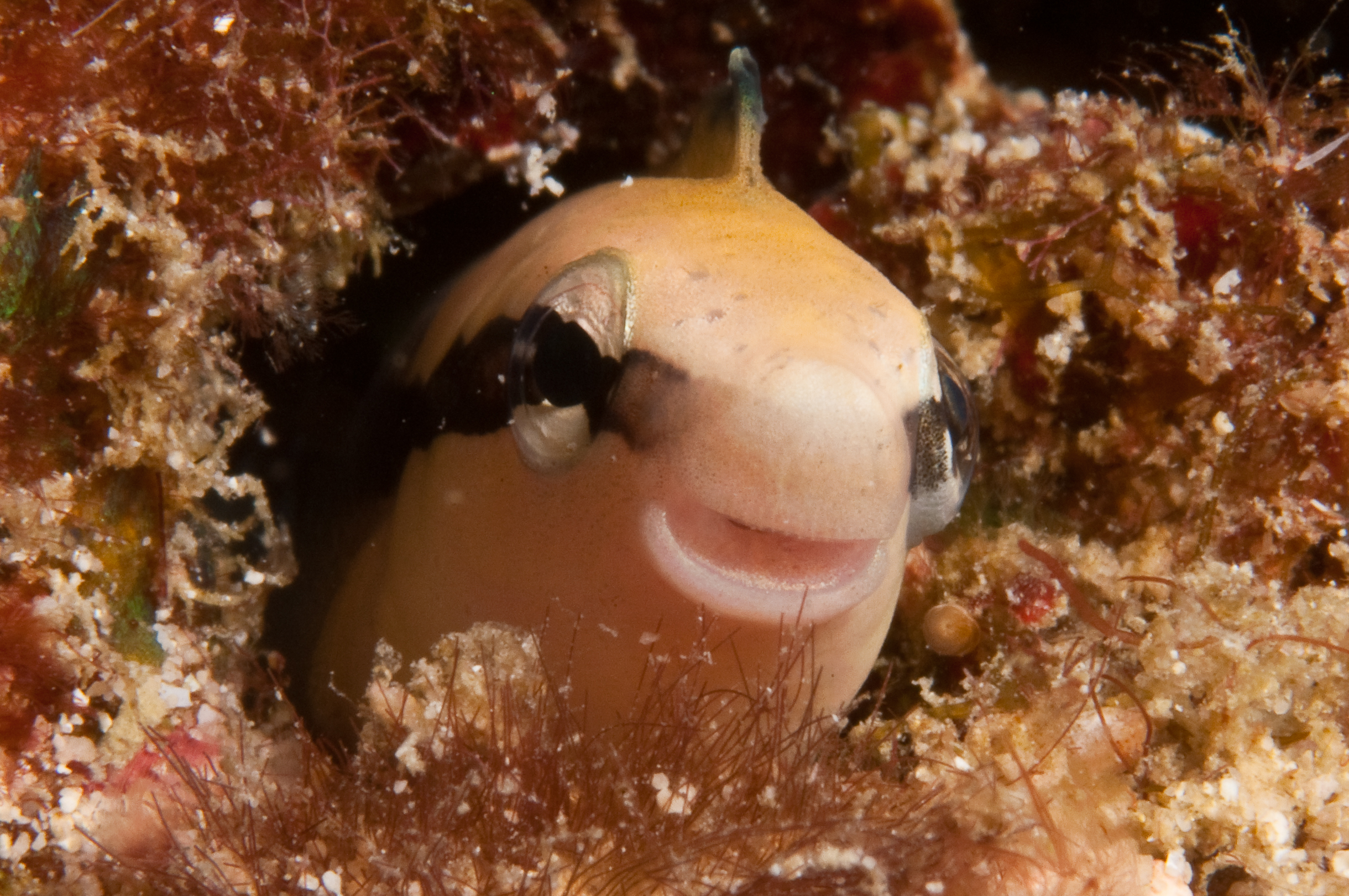
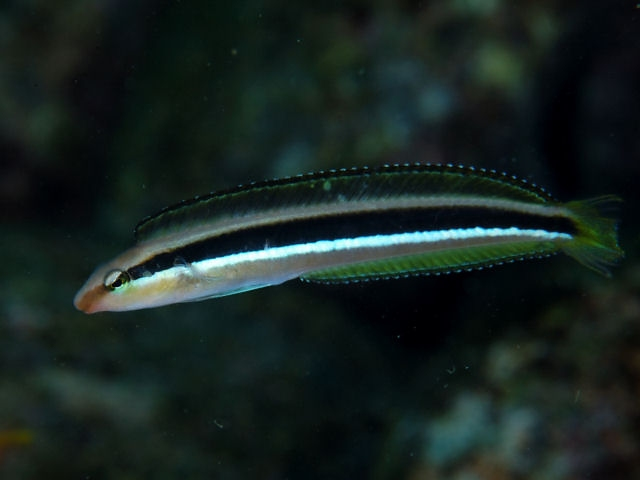